# NGC 6232
NGC 6232 is een balkspiraalstelsel in het sterrenbeeld Draak. Het hemelobject werd op 28 juni 1884 ontdekt door de Amerikaanse astronoom Lewis A. Swift.

## Synoniemen
- UGC 10537
- MCG 12-16-7
- ZWG 339.16
- KAZ 87
- PGC 58841